# Erwin Panofsky
Erwin Panofsky (30. marec 1892, Hannover - 14. marec 1968 v Princetonu, New Jersey)  je bil nemško-judovski umetnostni zgodovinar, katerega akademska kariera se je po vzponu nacističnega režima večinoma nadaljevana v ZDA.
Delo Panofskega predstavlja vrhunec sodobnega akademskega študija ikonografije, ki ga je uporabil v zelo vplivnih delih, kot je njegova 'majhna knjiga' Renesansa in renesansa v zahodni umetnosti in njegova mojstrovina Zgodnje nizozemsko slikarstvo.
Številna njegova dela se še vedno tiskajo, med njimi Študije o ikonologiji: Humanistične teme v umetnosti renesanse (Studies in Iconology: Humanist Themes in the Art of the Renaissance, 1939), Pomen v vizualnih umetnostih (Meaning in the Visual Arts, 1955) in njegova študija iz leta 1943 Življenje in umetnost Albrechta Dürerja (The Life and Art of Albrecht Dürer). Ideje Panofskega so bile zelo vplivne tudi na intelektualno zgodovino na splošno, zlasti pri uporabi zgodovinskih idej za interpretacijo umetniških del in obratno.

## Življenjepis
Panofsky se je rodil v Hannovru v bogati judovski šlezijski rudarski družini. Odraščal je v Berlinu, leta 1910 je maturiral na gimnaziji Joachimsthalsches. V letih 1910–14 je študiral pravo, filozofijo, filologijo in umetnostno zgodovino v Freiburgu, Münchnu in Berlinu, kjer je poslušal predavanja umetnostne zgodovinarke Margarete Bieber, ki je izpolnjevala Georga Loeschckeja.
Medtem ko je Panofsky obiskoval tečaje na univerzi v Freiburgu, ga je nekoliko starejši študent Kurt Badt peljal na predavanje ustanovitelja oddelka za umetnostno zgodovino Wilhelma Vögeja, pod katerim je leta 1914 napisal disertacijo. Dürers Kunsttheorie: vornehmlich in ihrem Verhaltnis zur Kunsttheorie der Italiener je izšla naslednje leto v Berlinu kot Die Theoretische Kunstlehre Albrecht Dürers. Zaradi nezgode s konji je bil Panofsky med prvo svetovno vojno oproščen vojaškega roka in je čas izkoristil za udeležbo na seminarjih strokovnjaka za srednji vek, Adolpha Goldschmida v Berlinu.
Akademska kariera Panofskega v umetnostni zgodovini ga je vodila na Univerzo v Berlinu, Univerzo v Münchnu in nazadnje na Univerzo v Hamburgu, kjer je poučeval med letoma 1920 in 1933. V tem obdobju so se začeli pojavljati njegovi prvi večji spisi o umetnostni zgodovini. Pomembno zgodnje delo je bilo Idea: Ein Beitrag zur Begriffsgeschichte der älteren Kunstheorie (1924; prevedeno kot Ideja: koncept v teoriji umetnosti), ki je temeljilo na idejah Ernsta Cassirerja.
Panofsky je prvič prišel v ZDA leta 1931, da bi poučeval na univerzi v New Yorku. Čeprav mu je bilo sprva omogočeno imeti po en semester v Hamburgu in New Yorku, je bilo po prihodu nacistov na oblast v Nemčiji njegovo imenovanje v Hamburgu prekinjeno, ker je bil Jud, in je za vedno ostal v ZDA s svojo ženo umetnostno zgodovinarko (od 1916) , Doroteja "Dora" Mosse (1885–1965). Z ženo sta postala del Kahler-Kreisovega kroga.
Do leta 1934 je Panofsky sočasno poučeval na univerzi v New Yorku in na univerzi Princeton, leta 1935 pa je bil povabljen na fakulteto novega Inštituta za napredni študij v Princetonu v državi New Jersey, kjer je ostal do konca svoje kariere. Leta 1999 je bil v fakultetnem stanovanjskem kompleksu inštituta ustanovljen "Panofsky Lane", imenovan v njegovo čast.
Panofsky je bil član Ameriške akademije za umetnosti in znanosti, Britanske akademije in številnih drugih nacionalnih akademij. Leta 1954 je postal tuji član Kraljeve nizozemske akademije za umetnost in znanost (nizozemsko Koninklijke Nederlandse Akademie van Wetenschappen, KNAW).  Leta 1962 je prejel Haskinsovo medaljo Srednjeveške akademije Amerike (Medieval Academy of America). V letih 1947–1948 je bil Panofsky profesor poezije Charles Eliot Norton na univerzi Harvard; predavanja so kasneje postala Zgodnje nizozemsko slikarstvo.
Panofsky je postal še posebej znan po svojih študijah simbolov in ikonografije v umetnosti. Najprej je Panofsky v članku iz leta 1934, nato v svoji Zgodnje nizozemsko slikarstvo (1953), prvi razložil Portret Arnolfinijev Jana van Eycka (1934) kot ne samo prikaz poročne slovesnosti, temveč tudi vizualno pogodbo, ki pričami o dejanju poroke. Panofsky prepozna množico skritih simbolov, ki kažejo na zakrament poroke. V zadnjih letih je bil ta zaključek izpodbijan, toda delo Panofskega s tako imenovano 'skrito' ali 'prikrito' simboliko še vedno zelo vpliva na preučevanje in razumevanje severno renesančne umetnosti.
Podobno v monografiji o Dürerju, Panofsky podaja obsežne 'simbolne' analize grafik Vitez, Smrt ter Hudič in Melancolia I., ki temelji na Erazmovem Priročniku krščanskega viteza.
Znano je, da je bil Panofsky prijatelj fizikov Wolfganga Paulija in Alberta Einsteina. Njegov mlajši sin Wolfgang K. H. Panofsky je postal priznan fizik, ki se je specializiral za pospeševalnike delcev. Njegov starejši sin Hans A. Panofsky je bil »atmosferski znanstvenik, ki je 30 let poučeval na Pennsylvania State University in je bil zaslužen za večji napredek pri študiju meteorologije«. Kot je pripovedoval Wolfgang Panofsky, je njegov oče svoje sinove klical »meine beiden Klempner« ('moja dva vodovodarja'). William S. Heckscher je bil študent, kolega emigrant in tesen prijatelj. Leta 1973 ga je na Princetonu nasledil Irving Lavin. Erwin Panofsky je bil priznan kot 'zelo ugleden' profesor na Inštitutu za napredne študije na Princetonu v New Jerseyju in v biografiji tega vprašanja Jeffreyja Chippsa kot »najvplivnejši umetnostni zgodovinar dvajsetega stoletja«. Leta 1999 je bil v njegovo čast imenovan novi Panofsky Lane v fakultetnem stanovanjskem kompleksu tega inštituta.

## Ikonologija
Panofsky je bil najvidnejši predstavnik ikonologije, metode preučevanja zgodovine umetnosti, ki so jo ustvarili Aby Warburg in njegovi učenci, zlasti Fritz Saxl, na inštitutu Warburg v Hamburgu. Osebno in poklicno prijateljstvo ga je povezalo s Fritzom Saxlom, v sodelovanju s katerim je ustvaril velik del svojega dela. Kratek in natančen opis svoje metode je podal v članku Ikonografija in ikonologija, objavljenem leta 1939.

### Slog in filmski medij
V svojem eseju iz leta 1936 Slog in medij v filmih (besedilo na spletu text online) Panofsky skuša filmskemu mediju opisati endemične vizualne simptome.

### Trije sloji vsebine in pomena
V Študijah o ikonologiji Panofsky podrobno opisuje svojo idejo o treh nivojih umetnostno-zgodovinskega razumevanja:
- Primarna ali naravna vsebina: Ta plast je najosnovnejša stopnja razumevanja zaznavanje čiste oblike dela. Vzemimo na primer sliko Zadnja večerja. Če bi se ustavili pri tem prvem sloju, bi takšno sliko lahko zaznali le kot sliko 13 moških, ki sedijo za mizo. Ta prva raven je najosnovnejše razumevanje dela brez kakršnega koli dodatnega kulturnega znanja.
- Sekundarna ali običajna vsebina (ikonografija): ta sloj gre še korak dlje in približa enačbi kulturno in ikonografsko znanje. Na primer, zahodni gledalec bi razumel, da bi slika 13 mož okoli mize predstavljala Zadnjo večerjo. Podobno bi svetniški sij moškega z levom lahko razlagali kot upodobitev svetega Marka.
- Terciarni ali notranji pomen ali vsebina (ikonologija): Ta raven pri razumevanju dela upošteva osebno, tehnično in kulturno zgodovino. Na umetnost ne gleda kot na osamljen dogodek, temveč kot na produkt zgodovinskega okolja. Pri delu v tem sloju lahko umetnostni zgodovinar postavlja vprašanja, na primer »zakaj se je umetnik odločil, da bo na tak način predstavljal Zadnjo večerjo?« ali »Zakaj je bil sveti Marko tako pomemben svetnik za pokrovitelja tega dela?« V bistvu je ta zadnji sloj sinteza; umetnostni zgodovinar se sprašuje, »kaj vse to pomeni?«

Za Panofskega je bilo pomembno, da vse tri sloje obravnava kot enega, ko preučuje renesančno umetnost. Irving Lavin pravi, da je »to vztrajanje in iskanje pomena - zlasti tam, kjer nihče ni sumil, da je - pripeljalo Panofskega, da je umetnost, kot je ni imel noben zgodovinar, razumel kot intelektualno prizadevanje, enako kot tradicionalno svobodne umetnosti«.

## Rokopis PanofskyjevegaHabilitationsschrift
Avgusta 2012 je umetnostni zgodovinar Stephan Klingen v starem nacističnem sefu v münchenskem Zentralinstitut für Kunstgeschichte našel originalni rokopis Panofskyjevega Habilitationsschrift iz leta 1920 z naslovom Die Gestaltungsprinzipien Michelangelos, besonders in ihrem Verhältnis zu denen Raffaels ('Načela sestave Michelangela, zlasti v zvezi z Rafaelom').
Že dolgo se je domnevalo, da je bil ta rokopis izgubljen v letih 1943/44 v Hamburgu, saj ta pomembna študija ni bila nikoli objavljena, vdova umetnostnega zgodovinarja pa je ni mogla najti v Hamburgu. Zdi se, kot da bi umetnostni zgodovinar Ludwig Heinrich Heydenreich, ki je študiral pri Panofskemu, imel ta rokopis od leta 1946 do 1970. V Süddeutsche Zeitung je Willibald Sauerländer osvetlil vprašanje ali je Heydenreich delil svoje izterjavo rokopisa ali ne: »Panofsky se je zgodovinsko distanciral od svojih zgodnjih spisov o Michelangelu, saj se je tega naveličal in (po Sauerländerjevem mnenju) razvil poklicni konflikt z avstro-ogrskim umetnostnim zgodovinarjem Johannesom Wildejem, ki je Panofskemu očital, da mu ni pripisal zasluge ideje, pridobljene iz pogovora o risbah Michelangela. Morda Panofskega ni zanimalo, kje je njegovo izgubljeno delo, Heydenreich pa ni bil hudoben, da bi to skrival ... toda vprašanja še vedno ostajajo«.
Leta 2016 je Zentralinstitut für Kunstgeschichte v Münchnu ustanovil Panofsky-Professur. Prvi profesorji Panofskega so bili Victor Stoichita (2016), Gauvin Alexander Bailey (2017), Caroline van Eck (2018) in Olivier Bonfait (2019).

## Vpliv na Bourdieuja
Njegovo delo je močno vplivalo na teorijo okusa, ki jo je razvil francoski sociolog Pierre Bourdieu, v knjigah, kot so Pravila umetnosti in razlikovanja. Zlasti je Bourdieu svojo predstavo o habitusu najprej prilagodil gotski arhitekturi in sholastiki Panofskega , ki je prej delo prevedel v francoščino.

## Dela
- Ideja: koncept v teoriji umetnosti (1924) [24]
- Perspektiva kot simbolna oblika (1927) [25]
- Ikonološke študije (1939) [26]
- Življenje in umetnost Albrechta Dürerja (1943) [27]
- (trans.) Opat Suger o opatijski cerkvi St.-Denis in njenih umetniških zakladih (1946). [28] Na podlagi predavanj Normana Waita Harrisa, izvedenih na univerzi Northwestern leta 1938.
- Gotska arhitektura in sholastika (1951) [29]
- Zgodnje nizozemsko slikarstvo: njegov izvor in značaj (1953).[30] Na podlagi predavanj Charlesa Eliota Nortona 1947–48.
- Pomen v vizualnih umetnostih (1955) [31]
- Pandorina skrinjica: spreminjajoči se vidiki mitskega simbola (1956) (z Doro Panofsky) [32]
- Renesansa in renesanse v zahodni umetnosti (1960) [33]
- Nagrobna skulptura: štiri predavanja o njenih spreminjajočih se vidikih od antičnega Egipta do Berninija (1964) [34]
- Saturn in melanholija: študije iz zgodovine naravne filozofije, religije in umetnosti (1964) (z Raymondom Klibanskyjem in Fritzom Saxlom) [35]
- Problemi v Tizianu, večinoma ikonografske (1969) [36]
- Trije eseji o slogu (1995; ur. Irving Lavin):[37] "Kaj je barok?", "Slog in medij v filmih", "Ideološke predhodnice radiatorja Rolls-Royce". Uvod. avtor Irving Lavin.
- Miška, ki je Michelangelu ni uspelo vrezati (Eseji v spomin Karla Lehmanna). New York: Inštitut za likovno umetnost, Univerza v New Yorku. 1964: 242–255.
- Carmina Latina (2018; z uvodom in kratkimi opombami Gereona Becht-Jördensa) [38]